# Бадожская волость
Бадожская во́лость — волость в составе Вытегорского уезда Олонецкой губернии Российской Империи, РСФСР.
Волостное правление располагалось в селении Устина (Малинен).
В настоящее время территория Бадожской волости относится в основном к Вытегорскому району Вологодской области.

## История
В ходе реформы административно-территориального деления СССР в 1927 году волость была упразднена.

## Состав
В состав волости входили сельские общества, включающие 78 деревень:
- Антинское общество
- Бадожское общество
- Бурковское общество
- Бурцевское общество

### Населённые пункты
| Антинское общество                                                        |       |         |       |                |
| Поселение                                                                 | Семей | Человек | До ВП | Школа          |
| Грязный омут при Мариинском канале                                        | 10    | 32      | 7     | В 7 верстах    |
| Семибратовщина при Мариинском канале                                      | 1     | 8       | 10    | В 10 верстах   |
| Ковская плотина при озере Ковском                                         | 2     | 4       | 12    | В 12 верстах   |
| Шлюз святого Александра при Мариинском канале                             | 11    | 32      | 7     | В 7 верстах    |
| Поселок Александровский при Мариинском канале                             | 2     | 8       | 9     | В 9 верстах    |
| Конецкая (Таршина) при Мариинском канале                                  | 12    | 66      | 2     | В 3 верстах    |
| Таршина при Мариинском канале                                             | 1     | 4       | 2,5   | В 3,5 верстах  |
| Губина при Мариинском канале                                              | 2     | 3       | 2     | В 3 верстах    |
| Конецкая при Мариинском канале                                            | 2     | 24      | 2     | В 3 верстах    |
| Артюкова при Мариинском канале                                            | 3     | 14      | 1     | В 1,5 верстах  |
| Антина при Мариинском канале                                              | 2     | 5       | 0,5   | В 1 версте     |
| Устина при Мариинском канале                                              | 7     | 26      | 0,25  | В 0,75 версты  |
| Устина (Малинен) при Мариинском канале                                    | 2     | 8       | 0     | В 0,5 версты   |
| Анненский мост при Мариинском канале                                      | 26    | 106     | 0,5   | Есть           |
| Шишева при Мариинском канале                                              | 5     | 18      | 2,5   | В 1 версте     |
| Морозова (Семеновская) при Мариинском канале                              | 7     | 35      | 3     | В 2,5 верстах  |
| Угол при Мариинском канале                                                | 5     | 21      | 4     | В 2 верстах    |
| Ларина при реке Ваткоме                                                   | 12    | 81      | 10    | В 5 верстах    |
| Пантина при реке Ваткоме                                                  | 4     | 25      | 11    | В 6 верстах    |
| Кононова при Мариинском канале                                            | 8     | 43      | 7     | В 1 версте     |
| Истомина при Мариинском канале                                            | 2     | 16      | 7,5   | В 1,5 верстах  |
| Итого                                                                     | 126   | 579     |       | 1              |
| Бадожское общество                                                        |       |         |       |                |
| Поселение                                                                 | Семей | Человек | До ВП | Школа          |
| Новое село (Якимова) при Мариинском канале                                | 2     | 27      | 2     | В 3 верстах    |
| Решетова при Мариинском канале                                            | 2     | 11      | 1,75  | В 2,75 верстах |
| Артюкова при Мариинском канале                                            | 2     | 4       | 1     | В 2 верстах    |
| Великий двор (Васильевская) при Мариинском канале                         | 5     | 19      | 1,5   | В 2,5 верстах  |
| Александровка при Мариинском канале                                       | 4     | 11      | 1,75  | В 1,5 верстах  |
| Антина при Мариинском канале                                              | 2     | 12      | 0,5   | В 1 версте     |
| Шишева (Аверкиевская) при Мариинском канале                               | 11    | 65      | 2,5   | В 2 верстах    |
| Николаевка при Мариинском канале                                          | 4     | 24      | 3     | В 3 верстах    |
| Шумкина при Мариинском канале                                             | 7     | 35      | 4     | В 3 верстах    |
| Митина при Мариинском канале                                              | 7     | 30      | 4,5   | В 2,75 верстах |
| Безсонова при Мариинском канале                                           | 16    | 89      | 2,5   | В 3 верстах    |
| Бергина при Мариинском канале                                             | 4     | 12      | 3     | В 2,5 верстах  |
| Пятница (Кукуева) при Мариинском канале                                   | 1     | 4       | 3,5   | В 2 верстах    |
| Гашкина при Мариинском канале                                             | 5     | 24      | 3,5   | В 2 верстах    |
| Бадожский погост при Мариинском канале                                    | 4     | 11      | 5     | В 0,25 версты  |
| Тюричева при Мариинском канале                                            | 5     | 26      | 5     | В 0,25 версты  |
| Министерское училище при Мариинском канале                                | 1     | 4       | 5     | Есть           |
| Фефеловская при Мариинском канале                                         | 1     | 3       | 5,25  | В 0,25 версты  |
| Кононова при Мариинском канале                                            | 1     | 7       | 7     | В 1 версте     |
| Пронина при Мариинском канале                                             | 3     | 21      | 6,5   | В 1 версте     |
| Тимшина при Мариинском канале                                             | 1     | 4       | 7,5   | В 2 верстах    |
| Лесопильный завод Е,И Матвеевой при Мариинском канале                     | 29    | 270     | 8     | В 2 верстах    |
| Борисова (Новая) при Мариинском канале                                    | 8     | 43      | 8     | В 2 верстах    |
| Борисова (Старая) при Мариинском канале                                   | 3     | 11      | 8,25  | В 2,5 верстах  |
| Великий двор (Иевлева) при Мариинском канале                              | 9     | 50      | 10    | В 5 верстах    |
| Амбросова при Мариинском канале                                           | 3     | 17      | 11    | В 6 верстах    |
| Зимник при Мариинском канале                                              | 6     | 28      | 12,5  | В 7 верстах    |
| Ковжские пороги при Мариинском канале                                     | 3     | 9       | 22    | Есть           |
| Итого                                                                     | 149   | 871     |       | 2              |
| Бурковское общество                                                       |       |         |       |                |
| Поселение                                                                 | Семей | Человек | До ВП | Школа          |
| Лоза при озере Ковском                                                    | 7     | 40      | 14    | В 3 верстах    |
| Лахта при озере Ковском                                                   | 2     | 11      | 18    | В 0,5 версты   |
| Якшина при озере Ковском                                                  | 16    | 90      | 18    | Есть           |
| Власова (Кузнецова) при озере Ковском                                     | 4     | 26      | 19    | В 0,5 версты   |
| Сюрьга при озере Ковском                                                  | 3     | 16      | 19    | В 1 версте     |
| Рюмина при озере Ковском                                                  | 3     | 24      | 20,5  | В 2 верстах    |
| Буркова (Труфановская) при озере Ковском                                  | 9     | 53      | 21    | В 3 верстах    |
| Кябелова (Кондрат) при озере Ковском                                      | 5     | 26      | 23    | В 5 верстах    |
| Ивачевская (Конец) при озере Ковском                                      | 3     | 14      | 25    | В 3 верстах    |
| Пиксимовская при озере Ковском                                            | 2     | 8       | 21    | В 3 верстах    |
| Гребеневская при озере Ковском                                            | 2     | 13      | 21    | В 3 верстах    |
| Парфеновская при озере Ковском                                            | 7     | 56      | 21    | В 3 верстах    |
| Никитинская при озере Ковском                                             | 5     | 29      | 21    | В 3 верстах    |
| Митинское сельцо при озере Ковском                                        | 2     | 19      | 29    | В 11 верстах   |
| Малорецкая при озере Ковском                                              | 3     | 24      | 30    | В 12 верстах   |
| Устьяновская при озере Ковском                                            | 4     | 25      | 32    | В 14 верстах   |
| Мыс Григорьевский при озере Ковском                                       | 2     | 10      | 29    | В 11 верстах   |
| Итого                                                                     | 79    | 484     |       | 1              |
| Бурцевское общество                                                       |       |         |       |                |
| Поселение                                                                 | Семей | Человек | До ВП | Школа          |
| Ключева при Мариинском канале                                             | 14    | 60      | 9     | В 5 верстах    |
| Бурцевская при Мариинском канале                                          | 19    | 102     | 10    | В 5 верстах    |
| Борисова (Старая) при Мариинском канале                                   | 3     | 22      | 8,25  | В 3,25 верстах |
| Денина гора при Мариинском канале                                         | 2     | 17      | 8,75  | В 3,25 верстах |
| Чернодворская (Костеник) при Мариинском канале                            | 3     | 16      | 8     | В 3 верстах    |
| Кокорина при Мариинском канале                                            | 5     | 37      | 9     | В 4 верстах    |
| Васютина при Мариинском канале                                            | 9     | 61      | 9,5   | В 4,5 верстах  |
| Великий двор (Иевлева) при Мариинском канале                              | 4     | 21      | 10    | В 5 верстах    |
| Гренькова (Сватов выселок) при Мариинском канале                          | 2     | 9       | 11    | В 6 верстах    |
| Амбросова при Мариинском канале                                           | 13    | 66      | 11    | В 6 верстах    |
| Константиновские пороги при Мариинском канале                             | 46    | 279     | 21    | Есть           |
| Бывший лесопильный завод Громов и Ко (упраздненный) при Мариинском канале | 6     | 23      | 21    | В 0,25 версты  |
| Итого                                                                     | 126   | 713     |       | 1              |

## Население
На 1890 год численность населения волости составляла 1871 человек. К 1905 году число жителей выросло до 2647 человек.

## Инфраструктура
Личное подсобное хозяйство с зоной сельскохозяйственного использования, индивидуальная застройка усадебного типа.
Основа экономики — сельское хозяйство. В волости на 1905 год насчитывалось 813 лошадей, 615 коров и 774 головы прочего скота.